# Xenicotelopsis violacea
Xenicotelopsis violacea là một loài bọ cánh cứng trong họ Cerambycidae.